# SN 2003cn
SN 2003cn – supernowa typu II odkryta 29 marca 2003 roku w galaktyce IC 849. W momencie odkrycia miała maksymalną jasność 18,10m.